# Sebastian Pollinger (Jurist)
Sebastian Pollinger (* 11. Januar 1903 in Marklkofen, Niederbayern; † 1986) war ein deutscher Verwaltungsjurist.

## Werdegang
Pollinger studierte Rechtswissenschaft an der Universität München. 1955 wurde er zum Oberfinanzpräsidenten der Oberfinanzdirektion Nürnberg ernannt.

## Ehrungen
- 1968: Großes Verdienstkreuz der Bundesrepublik Deutschland
- 1964: Bayerischer Verdienstorden